# Elliott's Cove
Elliott's Cove is een plaats in de Canadese provincie Newfoundland en Labrador. De plaats bevindt zich op Random Island en maakt deel uit van het local service district Random Island West.

## Geografie
Elliott's Cove ligt in het westen van Random Island, een groot eiland voor de oostkust van Newfoundland. De plaats ligt aan de oevers van de Northwest Arm, een zijarm van de Random Sound. Elliott's Cove is gelegen aan de splitsing van provinciale route 231 en de weg die leidt naar Snooks Harbour en Aspey Brook. Andere nabijgelegen plaatsen zijn het noordelijke Random Heights en het zuidelijke Weybridge.

## Geschiedenis
In 1982 kreeg Elliott's Cove voor het eerst een beperkte vorm van lokaal bestuur doordat de plaats erkend werd als een local service district (LSD). Reeds in 1983 werd dit echter opgeheven en ging de plaats deel uitmaken van het nieuw opgerichte LSD Elliott's Cove-Snook's Harbour-Aspey Brook.
In 1996 werd ook dat LSD opgeheven en ging Elliott's Cove deel uitmaken van het grotere LSD Random Island West.
Tussen 1991 en 1996 steeg het inwoneraantal van Elliott's Cove van 149 naar 166. Sinds de volkstelling van 1996 worden er niet langer demografische data voor de plaats verzameld, daar ze deel is gaan uitmaken van de designated place Random Island West.